# Bayreuth
Bayreuth er en tysk by i Oberfranken ved Nürnberg. Byen har ca. 75.000 indbyggere, og den er verdenskendt for de store årlige Wagner-festspil.
Traditionen med at spille operaer af Richard Wagner skyldes komponistens ønske om at opføre sine store værker, og han valgte Bayreuth til sit operahus. Han fornyede måden at opføre operaer på i det dertil indrettede enestående Operahus, som han fik opført. Det bruges fortsat til sit oprindelige formål.
Flere danske operasangere har med stor succes medvirket ved festspillene i Bayreuth. Bl.a. Erik Schmedes, Lauritz Melchior, Lisbeth Balslev, Tina Kiberg og Poul Elming. Endvidere var Michael Schønwandt, som den første skandinav, dirigent i 1987 og 1988.

## Ensemble af haver og bygninger af Hermitage
- Wikimedia Commons har flere filer relateret til Bayreuth